# Непремінна Лудзя
Непремі́нна Лу́дзя (рос. Непременная Лудзя) — присілок в Зав'яловському районі Удмуртії, Росія.
Знаходиться на обох берегах річки Лудья-Шур, правої притоки Іжа, на північний захід від присілка Совхозний. В межах присілка на річці створено ставок.

## Населення
Населення — 380 осіб (2012; 318 в 2010).
Національний склад станом на 2002 рік:
- удмурти — 98 %

## Урбаноніми[3]
- вулиці — Зарічна, Західна, Лудорвайська, Молодіжна, Новобудівельна, Північна, Польова, Пугачовська, Ставкова, Центральна, Шкільна
- провулки — Ставковий, Тепличний